# Tuyến Namboku (Sapporo)
Tuyến Namboku (南北線 Nanboku-sen) là tuyến tàu điện ngầm bánh lốp ở Sapporo, Hokkaido, Nhật Bản. Tuyến này là một phần của hệ thống Tàu điện ngầm Đô thị Sapporo. Tên của tuyến có nghĩa đen là Tuyến Nam-Bắc và tuyến bắt đầu từ Ga Asabu ở Kita đến Ga Makomanai ở Minami. Màu của Tuyến Namboku trên bản đồ là màu xanh lá cây và các nhà ga của tuyến mang chữ "N" và kèm theo số thứ tự.

## Danh sách nhà ga
- Tất cả các nhà ga đều được đặt tại Sapporo.

| Số ga | Nhà ga           | Tiếng Nhật | Khoảng cách (km) | Khoảng cách (km) | Chuyển tuyến                                                         | Bên trên/ Bên dưới mặt đất | Địa điểm |
| Số ga | Nhà ga           | Tiếng Nhật | Giữa các ga      | Tổng cộng        | Chuyển tuyến                                                         | Bên trên/ Bên dưới mặt đất | Địa điểm |
| ----- | ---------------- | ---------- | ---------------- | ---------------- | -------------------------------------------------------------------- | -------------------------- | -------- |
| N01   | Asabu            | 麻生       | -                | 0.0              | Tuyến Sasshō (G05Shin-Kotoni)                                        | Đi ngầm                    | Kita     |
| N02   | Kita-Sanjūyo-Jō  | 北34条     | 1.0              | 1.0              |                                                                      | Đi ngầm                    | Kita     |
| N03   | Kita-Nijūyo-Jō   | 北24条     | 1.2              | 2.2              |                                                                      | Đi ngầm                    | Kita     |
| N04   | Kita-Jūhachi-Jō  | 北18条     | 0.9              | 3.1              |                                                                      | Đi ngầm                    | Kita     |
| N05   | Kita-Jūni-Jō     | 北12条     | 0.8              | 3.9              |                                                                      | Đi ngầm                    | Kita     |
| N06   | Sapporo          | さっぽろ   | 1.0              | 4.9              | Tuyến Tōhō (H07) Tuyến Hakodate chính( 01 )                          | Đi ngầm                    | Chūō     |
| N07   | Ōdōri            | 大通       | 0.6              | 5.5              | Tuyến Tōzai (T09) Tuyến Tōhō (H08) Xe điện Sapporo (Nishi-Yon-Chōme) | Đi ngầm                    | Chūō     |
| N08   | Susukino         | すすきの   | 0.6              | 6.1              | Xe điện Sapporo                                                      | Đi ngầm                    | Chūō     |
| N09   | Nakajima-Kōen    | 中島公園   | 0.7              | 6.8              | Xe điện Sapporo (Yamahana-Ku-Jō)                                     | Đi ngầm                    | Chūō     |
| N10   | Horohira-Bashi   | 幌平橋     | 1.0              | 7.8              | Xe điện Sapporo (Seishūgakuen-Mae)                                   | Đi ngầm                    | Chūō     |
| N11   | Nakanoshima      | 中の島     | 0.5              | 8.3              |                                                                      | Đi ngầm                    | Toyohira |
| N12   | Hiragishi        | 平岸       | 0.7              | 9.0              |                                                                      | Đi ngầm                    | Toyohira |
| N13   | Minami-Hiragishi | 南平岸     | 1.1              | 10.1             |                                                                      | Mặt đất                    | Toyohira |
| N14   | Sumikawa         | 澄川       | 1.2              | 11.3             |                                                                      | Mặt đất                    | Minami   |
| N15   | Jieitai-Mae      | 自衛隊前   | 1.3              | 12.6             |                                                                      | Mặt đất                    | Minami   |
| N16   | Makomanai        | 真駒内     | 1.7              | 14.3             |                                                                      | Mặt đất                    | Minami   |

## Lịch sử
- 16 tháng 12, 1971: Đoạn Kita-Nijūyo-Jō – Makomanai mở cửa; các đoàn tàu sê-ri 1000 được giới thiệu.[1]
- 16 tháng 3, 1978: Đoạn Kita-Nijūyo-Jō – Asabu mở cửa;[1] tất cả các đoàn tàu hoạt động với 8 toa xe.
- 1 tháng 10, 1978: Các đoàn tàu sê-ri 3000 được giới thiệu.
- 14  tháng 10, 1994: Ga Reien-Mae được đổi tên thành Ga Minami-Hiragishi.
- Tháng 9 năm 1995: Các đoàn tàu sê-ri 5000 được giới thiệu.
- 27 tháng 6, 1999: Các đoàn tàu sê-ri 1000/2000 ngừng hoạt động.
- 18 tháng 8, 2008: Toa tàu dành riêng cho phụ nữ được giới thiệu trên cơ sở thử nghiệm (cho đến ngày 12 tháng 9 năm 2008).
- 15 tháng 12, 2008: "Women and Children Comfort Car" được giới thiệu.
- 30 tháng 1, 2009: Thẻ thông minh không tiếp xúc SAPICA được giới thiệu.

## Nâng cấp trong tương lai
Cửa chắn sân ga dự kiến sẽ được lắp đặt trên tất cả các nhà ga vào năm 2014.